# Home (film, 2020)
Pour les articles homonymes, voir Home.
Pour plus de détails, voir Fiche technique et Distribution.
Home est un film dramatique réalisé par Franka Potente. Il a été projeté pour la première fois en 2020 au Festival international du film de Rome.

## Synopsis
Marvin Hacks (Jake McLaughlin) rentre dans sa petite ville natale de Californie après dix-sept années de prison. Lorsqu'il arrive chez sa mère Bernadette (Kathy Bates), il découvre un homme dans la maison et le roue de coups, croyant à une effraction. Mais ce dernier se révèle être l'infirmier de Bernadette, atteinte d'un cancer incurable. De son côté, la jeune Delta Flintow (Aisling Franciosi) dérobe des médicaments dans l'hôpital où elle travaille pour les revendre à des toxicomanes. Marvin a besoin d'elle pour acquérir un fauteuil roulant. La rencontre se passe mal, le retour de Marvin n'étant pas vue d'un bon œil par la famille Flintow.

## Analyse
Home parle du temps qui passe, de là où on se sent chez soi. 
Le film creuse les thèmes de la culpabilité, du pardon, de l'expiation et de la haine dans une communauté liée par une tragédie passée.

## Fiche technique
- Titre : Home
- Réalisation : Franka Potente
- Scénario : Franka Potente
- Image : Frank Griebe
- Montage : Antje Zynga
- Musique : Volker Bertelmann, Raffael Seyfried
- Production : Jonas Katzenstein, Maximilian Leo
- Sociétés de production : Augenschein Filmproduktion, BAC Films, Lemming Film, Fireglory Pictures
- Distribution : Weltkino Filmverleih Gmbh, BAC Films
- Pays de production : Allemagne, France, Pays-Bas, États-Unis
- Langue : anglais
- Durée : 100 minutes
- Date de sortie : 
  - Italie : 2020 (Festival international du film de Rome)

## Distribution
- Jake McLaughlin : Marvin Hacks
- Kathy Bates : Bernadette Hacks
- Aisling Franciosi : Delta Flintow
- Derek Richardson : Wade Lewis
- James Jordan : Russell Flintow
- Lil Rel Howery : Jayden Johnson
- Stephen Root : Père Bruce Browning
- Paul Cassell : Dr. Derek Shefield